# شیخ اندوایی
شیخ اندوایی (فرانسوی: Cheikh N'Doye‎؛ زادهٔ ۲۹ مارس ۱۹۸۶) بازیکن فوتبال اهل سنگال است.
از باشگاه‌هایی که در آن بازی کرده‌است می‌توان به اف سی نور و بیرمنگام سیتی اشاره کرد.
وی همچنین در تیم ملی فوتبال ایرین بازی کرده‌است.